# 鄭萬經
鄭萬經（1927年—2024年3月25日），臺灣苗栗縣苗栗市客家人，臺灣鐵路管理局人員，以臺北機廠副廠長退休後，修復CK101、騰雲號、LDK58、CK124等台鐵蒸汽機車。

## 生平

### 任職臺鐵
鄭萬經在1927年生於苗栗，為田寮地區的客家人。1941年從苗栗第一公學校（今苗栗市建功國小）高等科畢業後，1942年考上台北鐵道工場技工見習教習所第5期。在與莊培城、莊永烜等57名同期的結業生中，鄭萬經以第2名成績結業。經受訓兩年半結業，鄭萬經自此長住臺北。
1944年，鄭萬經進入台北鐵道工場鍋爐附件班，先後參與蒸汽車和柴電機車的維修。同年10月12日，盟軍轟炸台北鐵道工場，當場炸死8人，而正在修車的鄭萬經倖免於難。鍋爐附件班待三年後，他轉任材料組擔任管理職務。期間，被譽為「萬能」的鄭萬經一度被借調到基隆擔任修繕主任，專門接運停靠基隆港貨船卸下的貨物。
鄭萬經從雇員開始，一路晉升工務員、高級技術員、副工程師、工作組長，直到1992年6月以副廠長退休。退休後，鄭萬經常拿舊日的蒸汽火車頭照片觀賞，感嘆現代的電氣車沒有從前美。相較於搭捷運給他的不適應，他懷念蒸氣機械的美感，稱其聲音是「一種時代的脈動聲」。鄭萬經也與洪致文、許乃懿同為任恆毅作中華民國鐵道文化協會會長時的協會理事。

### 修復CK101
隨著臺灣引進電氣機車頭後，原先的蒸氣火車頭逐漸被淘汰，少數被送往各機關陳列收藏，大部分被當成廢鐵標售。1997年，臺鐵為配合臺灣全面實行周休二日，因此策劃蒸汽火車頭重駛在集集線。經臺鐵進行普查，決定先修護在嘉義機務段的CK101和在北投員工訓練中心的CK124，為此找來臺北機廠前任副廠長田德檢、鄭萬經來主持維修。該年10月27日，臺鐵展開蒸氣車復駛計畫典禮時，鄭萬經原先安靜坐在最後一排，被鐵道文化協會與鐵路局人員見到後，當著前面有人演講下，還紛紛上前敬意。
1997年11月25日，CK101開始在臺北機廠動工修復。此次基本修復由鄭萬經統籌，分為品管、鍋爐、爐門、爐壁、煙囪、壓力環、板金、車輪連桿、車床等工作單位。在他強力號召下，找來劉樹根、黃金盛、黃子光等二十多位臺鐵退休員工。鄭萬經回憶，他從各個機車廠找出機車圖樣，仍無法拼出完整的CK101機車頭，於是他靠過去開蒸汽火車的經驗，自己畫圖補足殘缺不全的部分。因CK101已無備用零件，鄭萬經團隊用手工打造許多部品充數，甚至連鍋爐及水箱也不例外。期間，鄭萬經還一度因工作量太大昏倒於機廠內。鄭萬經認為修復CK100型車頭不僅代表舊日情懷，更代表重回尊重精工的時代。
1998年5月25日，CK101舉行點火儀式，由鄭萬經將象徵薪火相傳的火把，交給台北機廠廠長陳明海、再轉交由台鐵局長陳德沛上車點燃。後來，鄭萬經回憶1967年CK101在平溪線服務時曾翻覆到基隆河達三個月之久，試車時他還擔心鍋爐不堪負荷會發生爆炸。CK101修復成功，連日本鐵道人員都特別組團觀摩，並邀這些老師傅前往日本指導。6月9日早上8點25分，由臺灣省長宋楚瑜主持復駛典禮後，CK101自台北車站駛出到松山站。當天民眾爭相拍照的情形，讓年高七十三的鄭萬經流下淚來。

### 整修騰雲號等
為慶祝臺灣鐵路一百一十二年，臺鐵決定整理騰雲號火車頭，於是修復CK101的團隊又投入任務。1999年3月12日，騰雲號從二二八和平紀念公園運到臺北機廠。雖說此次只是恢復舊日風貌，不需要重新啟動行駛，但團隊為恢復清朝模樣而翻遍歷史文獻，才找到「騰雲」的原始字樣。
1999年10月22日，LDK58運到臺北機廠進行修復。為此鄭萬經南下台糖糖廠，找到相同的火車頭後細觀察零件位置並繪圖，歷經數次往返，終使LDK58於2000年6月8日於台北車站東側廣場舉行竣工儀式。
為延續CK101環島懷舊熱潮，臺鐵決定將CK124在臺北機廠進行動態復駛整修。雖鄭萬經曾說LDK58是他修復最後一輛，之後要專心養鴿子、種花。但之後，鄭萬經以半年的時間修復CK124，還常忙到晚上10點才回家、回家後熬夜畫設計圖，終於在2001年6月9日讓CK124於新竹車站重新啟用。
2003年，鄭萬經團隊受嘉義林管處委託修復SL-31，增設機電設備及控制元件、修復或手工製作損壞零件，於2004年6月9日讓SL-31在北門車站運轉。2004年9月，鄭萬經團隊參與SL-26換新零件。
2010年，鄭萬經再度領軍修復LDK59。2011年，臺鐵機務處為傳承經驗，委由鄭萬經和劉樹根教導臺北機廠內中生代和新生代技師，以修復CT273。
九旬時，鄭萬經回苗栗田寮客家庄養老。2024年3月25日清晨，辭世。4月8日公祭上，文化部文化資源司長林宏義代表頒贈文化部旌揚狀，由鄭萬經長子鄭斐仁代表受贈。